# Cheryl Hines
Cheryl Ruth Hines (Miami Beach, 21 september 1965) is een Amerikaanse actrice. Ze is in de Verenigde Staten het bekendst van haar rol als Larry Davids vrouw in de televisieserie Curb Your Enthusiasm.

## Levensloop
Hines groeide op in Tallahassee in Florida. Gedurende haar middelbareschoolperiode volgde ze tegelijkertijd een acteeropleiding bij het Young Actors Theatre. Na de middelbare school zat ze op de universiteiten West Virginia University, Florida State University, voordat ze afstudeerde van de University of Central Florida.
Vervolgens verhuisde ze naar Los Angeles om daar haar acteercarrière extra vaart te geven. In The Groundlings Theater deed ze aan improvisatie-comedy. Ze leerde ook het schrijven van komediesketches. Die ervaringen kwamen haar van pas bij de televisieserie Curb Your Enthusiasm van de zender HBO, waar de sketches opzettelijk losjes geschreven zijn zodat er veel ruimte is voor improvisatie in de dialogen voor de acteurs.
In juli 2006 werd Hines genomineerd voor een Emmy-award voor Beste Vrouwelijke Bijrol in een Komedieserie voor haar werk in Curb Your Enthusiasm. Ook in 2006 deed ze mee aan het programma Pro-Am Poker Equalizer, waarin bekende Amerikanen tegen elkaar pokeren. In 2014 kreeg ze een ster op de Hollywood Walk of Fame.
Hines is sinds augustus 2014 getrouwd met Robert F. Kennedy jr. Uit een eerder huwelijk heeft ze een dochter.

## Filmografie
- Wilson (2017)
- A Bad Moms Christmas (2017)
- Nine Lives (2016)
- The Ugly Truth (2009)
- Waitress (2007)
- Keeping Up with the Steins (2006)
- RV (2006)
- Scrubs (televisie) (2006)
- Cake (2005)
- Bickford Shmeckler's Cool Ideas (2005)
- Our Very Own (2005)
- Herbie: Fully Loaded (2005)
- Lucky 13 (2005)
- Father of the Pride (televisie) (2004)
- Along Came Polly ((2004)
- Curb Your Enthusiasm (televisie) (2001)
- Double Bill (televisie) (2003)
- Cheap Curry and Calculus (1996)